# Кицбюел
Кицбюел (на немски: Kitzbühel) е град в Западна Австрия. Разположен е в едноименния окръг Кицбюел на провинция Тирол около река Кицбюлер Ахе. Главен административен център на окръг Кицбюел. Надморска височина 762 m. Има жп гара. Световноизвестен зимен курорт и ски-център. Отстои на около 90 km североизточно от провинциалния център град Инсбрук. Население 8304 жители към 1 април 2009 г.

## Изкуство и култура
Музеят Кицбюел предлага на всички посетители да се информират за историята и културата на град Кицбюел. На последния етаж на музея се намира галерията на Алфонс Валде, в която са представени изключителни картини на художника.
През зимата на 2004 г. на община Кицбюел ѝ се удаде да установи експозицията на United Buddy Bears по време на световно им турне в тенис-стадиона, преди тя да бъде представена под заглавието „Изкуството на толерантността“ в над 20 града по всичките 5 континента.